# Association des journalistes du jardin et de l'horticulture
La association des journalistes du jardin et de l'horticulture o AJJH (Asociación periodistas de Jardines y Horticultura) es una asociación francesa que se enfoca en periodistas, fotógrafos y fabricantes de equipos y materiales en el campo de la horticultura y jardinería.
Como la Association des journalistes de tourisme (AJT), la AJJH tiene su sede en París, en la "Maison de l'Alsace" dominando los Champs-Élysées. Las dos asociaciones, reúnen a unos 300 periodistas.

## Objetivos de la asociación
El objetivo de la asociación es desarrollar vínculos entre los diversos profesionales del jardín (edición de un libro, por ejemplo) y el desarrollo de esta área de actividad.
La AJJH organiza no solo eventos anuales como fiestas o reuniones entre los profesionales, sino también galardones tal como el Prix Saint Fiacre o el Prix Jardin de l’Année...
La asociación mantiene buena relaciones con las instancias de turismo (Comités Departamentales de turismo, los Comités regionales de Turismo) para promover actividades sobre jardinería y horticultura.

## Premios discernidos por la asociación
El Prix Saint Fiacre (Premio San Fiacre) premia desde 1971 las ediciones de libros con temática de jardinería y horticultura.
El premio Jardin de l'année (Jardín del Año) galardona los jardines particulares por su calidad ornamental u originalidad.
El Lauriers (Laureles), anteriormente Poireaux d'Or (Puerros de oro), destaca un artículo en el mundo del jardín: plantas, equipos o productos recientes (molino de cortadora) consejos...
Por último, el Prix de la rose (Premio de la rosa) premia desde 1969 una rosa en todas las categorías (arbustos de grandes flores, arbustos con flores agrupadas, miniaturas, arbustos y cubresuelos, escalada). Desde 2003, este premio se otorga durante el concours international de roses nouvelles de Bagatelle.